# Hauskirchen
Hauskirchen – gmina w Austrii, w kraju związkowym Dolna Austria, w powiecie Gänserndorf. Liczy 1 219 mieszkańców (1 stycznia 2014).